# Щербина, Николай Гаврилович

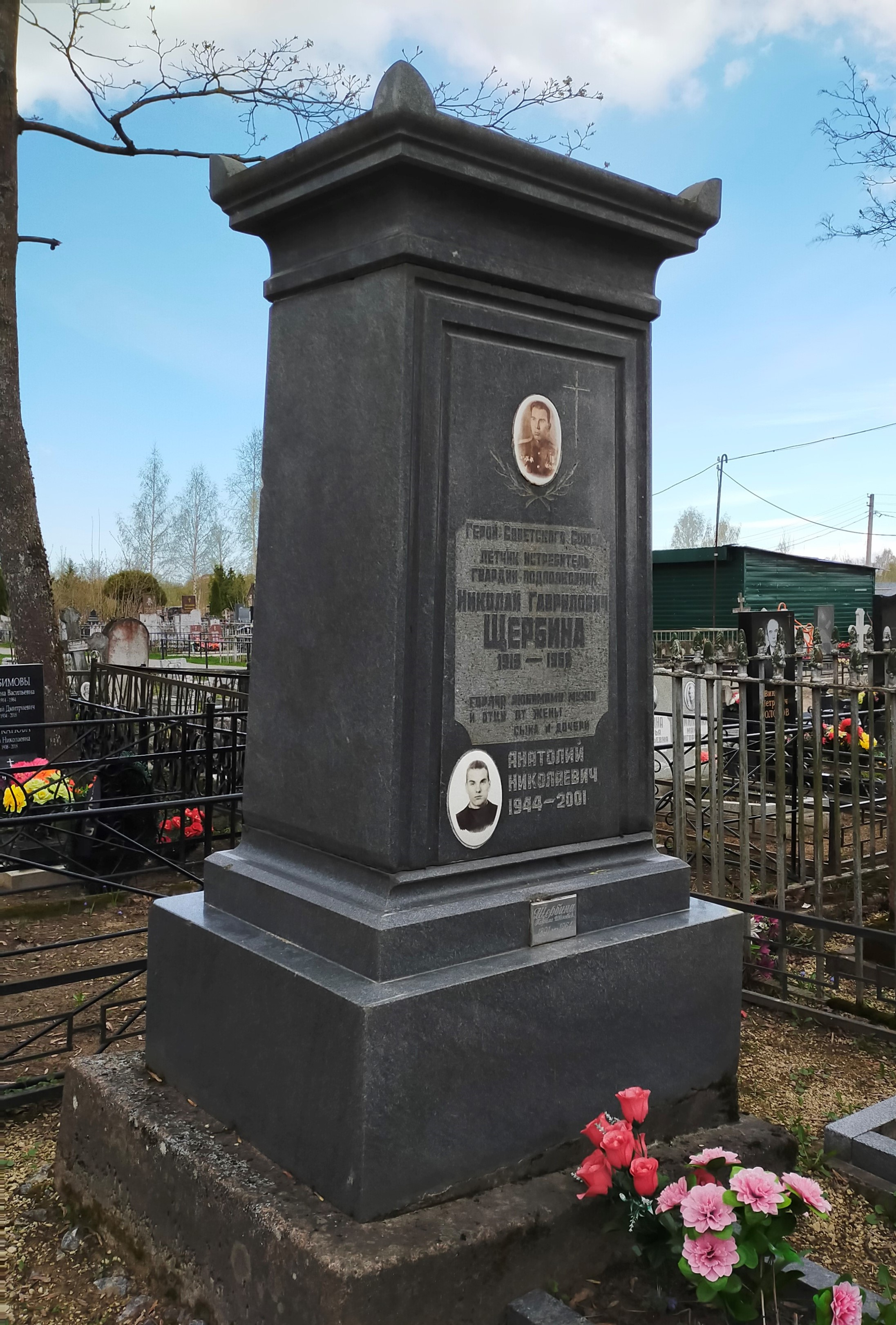
Памятник на могиле Н.Г. Щербины, Казанское кладбище

Николай Гаврилович Щербина (1919—1952) — участник Великой Отечественной войны, штурман 26-го гвардейского истребительного авиационного полка (2-й гвардейский истребительный авиационный корпус, Войска ПВО территории страны), гвардии капитан. Герой Советского Союза. Подполковник (1949), Военный лётчик 1-го класса (1951).

## Биография
Родился 1 апреля 1919 года в деревне Яковлевка ныне Березнеговатского района Николаевской области Украины. Украинец. В 1933 году окончил 7 классов школы в городе Запорожье, в 1934 году — школу ФЗУ. Работал слесарем на Запорожском заводе ферросплавов.
В Красной армии с декабря 1937 года. В 1938 году окончил Качинскую военную авиационную школу лётчиков. Служил в строевых частях ВВС (в Московском военном округе).
Участник Великой Отечественной войны с самого её начала: в июне-июле 1941 года — командир звена 34-го истребительного авиационного полка, в июле-сентябре 1941 года — командир звена 35-го истребительного авиационного полка. Воевал в составе ПВО Москвы. Член ВКП(б)/КПСС с 1942 года.
С сентября 1941 года воевал в составе ПВО Ленинграда. В сентябре 1941 года — командир звена 19-го истребительного авиационного полка. В сентябре-октябре 1941 года — командир звена 124-го истребительного авиационного полка.
С октября 1941 года по октябрь 1944 года — командир звена, заместитель командира — штурман авиаэскадрильи, командир авиаэскадрильи, заместитель командира — штурман 26-го (позже гвардейского) истребительного авиационного полка.
За время войны совершил 445 боевых вылетов (из них 134 — ночью) на истребителях МиГ-3, «Харрикейн» и Як-9, в 52 воздушных боях сбил лично 7 и в составе группы 4 самолёта противника. Уничтожил на земле 12 самолётов противника.
После войны продолжал службу в авиации ПВО. В 1950 году окончил Липецкие высшие офицерские лётно-тактические курсы. Командовал 178-м истребительным авиаполком ПВО, освоил реактивный истребитель МиГ-15.
Погиб 21 ноября 1952 года в авиационной катастрофе.
Похоронен на Казанском кладбище в городе Пушкин (в черте Санкт-Петербурга).

## Награды
- За мужество и героизм, проявленные в боях, Указом Президиума Верховного Совета СССР от 22 августа 1944 года гвардии капитану Щербине Николаю Гавриловичу присвоено звание Героя Советского Союза с вручением ордена Ленина и медали «Золотая Звезда» (№ 4508).
- Награждён орденами Ленина, Красного Знамени, Отечественной войны 1-й и 2-й степеней, Красной Звезды и медалями.